# Campionati mondiali di snowboard 2017
I Campionati mondiali di snowboard 2017, 12ª edizione della manifestazione organizzati dalla Federazione internazionale sci e snowboard, si sono svolti a Sierra Nevada, in Spagna, dal 9 al 17 marzo 2017.
Alle consuete gare, sia maschili sia femminili, di snowboard cross, halfpipe, slopestyle, slalom parallelo, slalom gigante parallelo e big air a partire da questa edizione si è aggiunta anche la gara a squadre di snowboard cross.

## Programma
| Giorno   | Gara                             |
| -------- | -------------------------------- |
| 9 marzo  | Slopestyle - Qualificazioni      |
| 10 marzo | Halfpipe - Qualificazioni        |
| 10 marzo | Snowboard cross - Qualificazioni |
| 11 marzo | Halfpipe - Finale                |
| 11 marzo | Slopestyle - Finale              |
| 12 marzo | Snowboard cross - Finale         |
| 13 marzo | Gara a squadre snowboard cross   |
| 15 marzo | Slalom parallelo                 |
| 16 marzo | Big air - Qualificazioni         |
| 16 marzo | Slalom gigante parallelo         |
| 17 marzo | Big air - Finale                 |

## Risultati

### Uomini

#### Slalom gigante parallelo
| Pos. | Atleta              | Nazione       |
| ---- | ------------------- | ------------- |
| 1    | Andreas Prommegger  | Austria       |
| 2    | Benjamin Karl       | Austria       |
| 3    | Nevin Galmarini     | Svizzera      |
| 4    | Radoslav Jankov     | Bulgaria      |
| 5    | Lee Sang-ho         | Corea del Sud |
| 6    | Vic Wild            | Russia        |
| 7    | Jasey Jay Anderson  | Canada        |
| 8    | Sebastian Kislinger | Austria       |
| 9    | Dmitrij Loginov     | Russia        |
| 10   | Justin Reiter       | Stati Uniti   |

#### Slalom parallelo
| Pos. | Atleta             | Nazione  |
| ---- | ------------------ | -------- |
| 1    | Andreas Prommegger | Austria  |
| 2    | Benjamin Karl      | Austria  |
| 3    | Andrej Sobolev     | Russia   |
| 4    | Nevin Galmarini    | Svizzera |
| 5    | Aaron March        | Italia   |
| 6    | Radoslav Jankov    | Bulgaria |
| 7    | Patrick Bussler    | Germania |
| 8    | Vic Wild           | Russia   |
| 9    | Roland Fischnaller | Italia   |
| 10   | Kaspar Flütsch     | Svizzera |

#### Snowboard cross
| Pos. | Atleta           | Nazione       |
| ---- | ---------------- | ------------- |
| 1    | Pierre Vaultier  | Francia       |
| 2    | Lucas Eguibar    | Spagna        |
| 3    | Alex Pullin      | Australia     |
| 4    | Nick Baumgartner | Stati Uniti   |
| 5    | Duncan Campbell  | Nuova Zelanda |
| 6    | Adam Lambert     | Australia     |
| 7    | Hagen Kearney    | Stati Uniti   |
| 8    | Markus Schairer  | Austria       |
| 9    | Omar Visintin    | Italia        |
| 10   | Shinya Momono    | Giappone      |

#### Halfpipe
| Pos. | Atleta            | Nazione     | Punteggio |
| ---- | ----------------- | ----------- | --------- |
| 1    | Scotty James      | Australia   | 97,50     |
| 2    | Jurij Podladčikov | Svizzera    | 93,25     |
| 3    | Patrick Burgener  | Svizzera    | 90,50     |
| 4    | Taku Hiraoka      | Giappone    | 90,00     |
| 5    | Zhang Yiwei       | Cina        | 85,00     |
| 6    | Markus Malin      | Finlandia   | 82,00     |
| 7    | David Hablützel   | Svizzera    | 79,50     |
| 8    | Louie Vito        | Stati Uniti | 78,75     |
| 9    | Ryan Wachendorfer | Stati Uniti | 57,50     |
| 10   | Jan Scherrer      | Svizzera    | 41,75     |

#### Slopestyle
| Pos. | Atleta               | Nazione       | Punteggio |
| ---- | -------------------- | ------------- | --------- |
| 1    | Seppe Smits          | Belgio        | 91,40     |
| 2    | Nicolas Huber        | Svizzera      | 83,25     |
| 3    | Chris Corning        | Stati Uniti   | 82,50     |
| 4    | Sebbe De Buck        | Belgio        | 81,20     |
| 5    | Ville Paumola        | Finlandia     | 77,50     |
| 6    | Niklas Mattsson      | Svezia        | 74,85     |
| 7    | Carlos Garcia Knight | Nuova Zelanda | 74,40     |
| 8    | Tiarn Collins        | Nuova Zelanda | 71,75     |
| 9    | Måns Hedberg         | Svezia        | 69,70     |
| 10   | Dylan Thomas         | Stati Uniti   | 68,60     |

#### Big air
| Pos. | Atleta                  | Nazione     | Punteggio |
| ---- | ----------------------- | ----------- | --------- |
| 1    | Ståle Sandbech          | Norvegia    | 188,25    |
| 2    | Chris Corning           | Stati Uniti | 182,75    |
| 3    | Marcus Kleveland        | Norvegia    | 177,25    |
| 4    | Roope Tonteri           | Finlandia   | 169,75    |
| 5    | Kalle Järvilehto        | Finlandia   | 129,25    |
| 6    | Sven Thorgren           | Svezia      | 123,75    |
| 7    | Lyon Farrell            | Stati Uniti | 121,00    |
| 8    | Jonas Bösiger           | Svizzera    | 110,25    |
| 9    | Niklas Mattsson         | Svezia      | 45,50     |
| 10   | Clemens Schattschneider | Austria     | 41,25     |

#### Snowboard cross a squadre
| Pos. | Nazione       | Atleti                              |
| ---- | ------------- | ----------------------------------- |
| 1    | Stati Uniti 1 | Hagen Kearney Nick Baumgartner      |
| 2    | Spagna 1      | Lucas Eguibar Regino Hernández      |
| 3    | Canada 1      | Kevin Hill Christopher Robanske     |
| 4    | Austria 1     | Markus Schairer Alessandro Hämmerle |
| 5    | Francia 1     | Loan Bozzolo Pierre Vaultier        |
| 6    | Austria 2     | Lukas Pachner Julian Lüftner        |
| 7    | Stati Uniti 2 | Alex Deibold Nate Holland           |
| 8    | Paesi Bassi 1 | Glenn de Blois Karel van Goor       |
| 9    | Australia 1   | Alex Pullin Adam Lambert            |
| 10   | Italia 1      | Luca Matteotti Omar Visintin        |

### Donne

#### Slalom gigante parallelo
| Pos. | Atleta                     | Nazione   |
| ---- | -------------------------- | --------- |
| 1    | Ester Ledecká              | Rep. Ceca |
| 2    | Patrizia Kummer            | Svizzera  |
| 3    | Ekaterina Tudegeševa       | Russia    |
| 4    | Ramona Theresia Hofmeister | Germania  |
| 5    | Alëna Zavarzina            | Russia    |
| 6    | Julia Dujmovits            | Austria   |
| 7    | Daniela Ulbing             | Austria   |
| 8    | Ina Meschik                | Austria   |
| 9    | Ekaterina Khatomčenkova    | Russia    |
| 10   | Tomoka Takeuchi            | Giappone  |

#### Slalom parallelo
| Pos. | Atleta                     | Nazione   |
| ---- | -------------------------- | --------- |
| 1    | Daniela Ulbing             | Austria   |
| 2    | Ester Ledecká              | Rep. Ceca |
| 3    | Alëna Zavarzina            | Russia    |
| 4    | Cheyenne Loch              | Germania  |
| 5    | Julia Dujmovits            | Austria   |
| 6    | Ramona Theresia Hofmeister | Germania  |
| 7    | Patrizia Kummer            | Svizzera  |
| 8    | Aleksandra Król            | Polonia   |
| 9    | Ina Meschik                | Austria   |
| 10   | Sabine Schöffmann          | Austria   |

#### Snowboard cross
| Pos. | Atleta              | Nazione     |
| ---- | ------------------- | ----------- |
| 1    | Lindsey Jacobellis  | Stati Uniti |
| 2    | Chloé Trespeuch     | Francia     |
| 3    | Michela Moioli      | Italia      |
| 4    | Aleksandra Žekova   | Bulgaria    |
| 5    | Manon Petit         | Francia     |
| 6    | Raffaella Brutto    | Italia      |
| 7    | Nelly Moenne-Loccoz | Francia     |
| 8    | Carle Brenneman     | Canada      |
| 9    | Zoe Gillings-Brier  | Regno Unito |
| 10   | Julia Lapteva       | Russia      |

#### Halfpipe
| Pos. | Atleta           | Nazione     | Punteggio |
| ---- | ---------------- | ----------- | --------- |
| 1    | Cai Xuetong      | Cina        | 90,75     |
| 2    | Haruna Matsumoto | Giappone    | 84,75     |
| 3    | Clémence Grimal  | Francia     | 79,00     |
| 4    | Hikaru Ōe        | Giappone    | 77,00     |
| 5    | Arielle Gold     | Stati Uniti | 74,25     |
| 6    | Maddie Mastro    | Stati Uniti | 70,00     |
| 7    | Liu Jiayu        | Cina        | 83,00     |
| 8    | Sophie Rodriguez | Francia     | 81,75     |
| 9    | Mirabelle Thovex | Francia     | 78,75     |
| 10   | Holly Crawford   | Australia   | 78,25     |

#### Slopestyle
| Pos. | Atleta               | Nazione       | Punteggio |
| ---- | -------------------- | ------------- | --------- |
| 1    | Laurie Blouin        | Canada        | 78,00     |
| 2    | Zoi Sadowski-Synnott | Nuova Zelanda | 77,50     |
| 3    | Miyabi Onitsuka      | Giappone      | 77,40     |
| 4    | Karly Shorr          | Stati Uniti   | 68,15     |
| 5    | Isabel Derungs       | Svizzera      | 66,80     |
| 6    | Jessika Jenson       | Stati Uniti   | 63,00     |
| 7    | Brooke Voigt         | Canada        | 46,15     |
| 8    | Yuka Fujimori        | Giappone      | 32,95     |
| 9    | Hanne Eliersten      | Norvegia      | 68,50     |
| 10   | Elena Könz           | Svizzera      | 65,75     |

#### Big air
| Pos. | Atleta               | Nazione       | Punteggio |
| ---- | -------------------- | ------------- | --------- |
| 1    | Anna Gasser          | Austria       | 189,50    |
| 2    | Enni Rukajärvi       | Finlandia     | 165,25    |
| 3    | Silje Norendal       | Norvegia      | 162,75    |
| 4    | Zoi Sadowski-Synnott | Nuova Zelanda | 150,25    |
| 5    | Jessika Jenson       | Stati Uniti   | 143,00    |
| 6    | Laurie Blouin        | Canada        | 120,00    |
| 7    | Cheryl Maas          | Paesi Bassi   | 55,25     |
| 8    | Antonia Yanez        | Cile          | 32,50     |
| 9    | Kjersti Buaas        | Norvegia      | 28,25     |
| 10   | Queralt Castellet    | Spagna        | 19,09     |

#### Snowboard cross a squadre
| Pos. | Nazione       | Atleti                              |
| ---- | ------------- | ----------------------------------- |
| 1    | Francia 1     | Nelly Moenne-Loccoz Chloé Trespeuch |
| 2    | Francia 2     | Manon Petit Charlotte Bankes        |
| 3    | Stati Uniti 1 | Lindsey Jacobellis Faye Gulini      |
| 4    | Italia 1      | Raffaella Brutto Michela Moioli     |
| 5    | Rep. Ceca 1   | Eva Samková Vendula Hopjáková       |

## Medagliere
| Pos.   | Paese         | Oro | Argento | Bronzo | Totale |
| ------ | ------------- | --- | ------- | ------ | ------ |
| 1      | Austria       | 4   | 2       | 0      | 6      |
| 2      | Francia       | 2   | 2       | 1      | 5      |
| 3      | Stati Uniti   | 2   | 1       | 2      | 5      |
| 4      | Rep. Ceca     | 1   | 1       | 0      | 2      |
| 5      | Norvegia      | 1   | 0       | 2      | 3      |
| 6      | Australia     | 1   | 0       | 1      | 2      |
| 6      | Canada        | 1   | 0       | 1      | 2      |
| 8      | Belgio        | 1   | 0       | 0      | 1      |
| 8      | Cina          | 1   | 0       | 0      | 1      |
| 10     | Svizzera      | 0   | 3       | 2      | 5      |
| 11     | Spagna        | 0   | 2       | 0      | 2      |
| 12     | Giappone      | 0   | 1       | 1      | 2      |
| 13     | Finlandia     | 0   | 1       | 0      | 1      |
| 13     | Nuova Zelanda | 0   | 1       | 0      | 1      |
| 15     | Russia        | 0   | 0       | 3      | 3      |
| 16     | Italia        | 0   | 0       | 1      | 1      |
| Totale | Totale        | 14  | 14      | 14     | 42     |